# HD175909
HD175909 — хімічно пекулярна зоря спектрального класу B9, що має видиму зоряну величину в смузі V приблизно  9,1.
Вона  розташована на відстані близько 1132,5 світлових років від Сонця.

## Пекулярний хімічний склад
Зоряна атмосфера HD175909 має підвищений вміст 
Si
.